# 乌克兰统一协定
乌克兰统一协定是统一乌克兰人民共和国与西乌克兰人民共和国的协定。该法案簽署日（1919年1月22日）为乌克兰统一日。

## 參閲
- 烏克蘭稅務（英语：Taxation in Ukraine）